# Światło (film)
Światło (bambara Yeelen) – malijski dramat filmowy z elementami fantasy i kina przygodowego z 1987 roku w reżyserii Souleymane’a Cissé, zrealizowany w ramach międzynarodowej koprodukcji. 
Obraz miał swoją premierę 7 maja 1987 roku w konkursie głównym na 40. MFF w Cannes, gdzie zdobył Nagrodę Jury oraz Wyróżnienie Jury Ekumenicznego. Uważany jest przez niektórych krytyków za najlepszy afrykański film wszech czasów.

## Fabuła
Film oparty jest na legendzie opowiadanej wśród ludu Bambara. Co prawda nie wskazano dokładnego czasu akcji, ale prawdopodobnie jest to XIII-wieczne Imperium Mali. Rzecz dotyczy walki o władzę między ojcem a synem. Młody człowiek Nianankoro, obdarzony magicznymi siłami, udaje się do swojego wuja, by prosić go o pomoc w walce ze swoim ojcem-czarodziejem, który dybie na jego życie.

## Obsada
- Issiaka Kane – Nianankoro
- Aoua Sangare – Attou
- Niamanto Sanogo – Soma / Djigui
- Balla Moussa Keita – Rouma Boll
- Soumba Traore – Mah
- Ismaila Sarr – Bofing
- Youssouf Tenin Cissé – syn Attou
- Koke Sangare – wódz Komo

## Produkcja
Zdjęcia do filmu kręcono na terenie Mali.